# Aderus leanei
Aderus leanei es una especie de coleóptero de la familia Aderidae. Fue descrita científicamente por Maurice Pic en 1933.

## Distribución geográfica
Habita en Mozambique.